# Metopella longimanna
Metopella longimanna är en kräftdjursart som beskrevs av Boeck 1871. Metopella longimanna ingår i släktet Metopella och familjen Stenothoidae. Inga underarter finns listade i Catalogue of Life.